# Európai Szén- és Acélközösség
Az Európai Szén- és Acélközösség (ESZAK, angolul European Coal and Steel Community, ECSC) más néven Montánunió egy 1951-ben alapított nemzetközi szervezet, amit 6 állam: Franciaország, az NSZK, Olaszország, Belgium, Luxemburg és Hollandia hozott létre az acél- és szénkészletek kezelésére a tagállamok területén a hidegháború alatt. Az ESZAK volt az első szupranacionális elven létrehozott szervezet. A szervezet 1952 és 2002 között működött.

## Történelme
A független Nyugat-Németország 1949-es létrehozását ahhoz a feltételhez kötötték, hogy az igen fontos szén- és acéltermelő Ruhr-vidéket a franciák dominálta Nemzetközi Ruhr Hatóság irányítása alá rendelik. Azonban mindenki számára nyilvánvaló volt, hogy ez a helyzet nem tartható fent sokáig. Az ESZAK létrehozását - Jean Monnet francia közgazdász ötlete alapján - Robert Schuman német származású francia külügyminiszter javasolta 1950. május 9-én, a Schuman-tervben (vagy Schuman-deklarációban). Célja az volt, hogy ezzel megakadályozzanak egy esetleges újabb háborút Franciaország és Németország között, hiszen ha a szén- és acéltermelés nemzetközi felügyelet alatt van, az egyes államok nem tudnak miből felfegyverkezni.
A hat alapító állam (Franciaország, a Német Szövetségi Köztársaság, Olaszország és a három Benelux állam) már 1950. június 20-án elfogadta a Schuman-deklaráció alapelveit, és a tárgyalások eredményeként Európa első szupranacionális szervezetét formálisan az 1951. április 18-án aláírt párizsi szerződés hozta létre. Felkérték az Egyesült Királyságot is a csatlakozásra, ám az inkább az EFTA-t választotta.
A szerződés két ötéves átmeneti időszakot tűzött ki: az elsőben a tagállamok el kellett töröljék a szénre, vasra, kokszra és ócskavasra vonatkozó belső vámokat, egyéb korlátozások, vámuniót megvalósítva; míg a másodikban közös piac kialakítása volt a cél a megjelölt gazdasági szektorokban. Az ESZAK lett az Európai Gazdasági Közösség (később Európai Közösség), és az Európai Unió alapja. Politikai szerepén túl fontos gazdasági előnyökkel is járt, mivel az 1940-es – 50-es években a megnövekedett igények miatt mindkét fontos ipari alapanyagból hiány keletkezett és az együttműködés keretein belül lehetőség nyílt a készletek koordinált felhasználására.
A Párizsi szerződés 1952. július 23-án lépett hatályba. A szerződést 50 évre kötötték, így az ESZAK 2002. július 23-án megszűnt. Kötelezettségei és jogai az Európai Közösségre szálltak, tevékenységét az Európai Unió ma is folytatja. Szervezetrendszere még 1967-ben, az egyesítő szerződés hatályba lépésével egyesült az EGK-éval és az Euratoméval, amikkel együtt alkotta az Európai Közösségeket, vagyis az Unió első pillérét.

## Szervei
- Főhatóság: 9 tagja volt (Franciaország, Németország, Olaszország 2-2, a többi állam 1-1 taggal képviselteti magát, a mai Európai Bizottság elődje)
- Miniszterek Tanácsa: a 6 ország szakminiszterei voltak a tagjai, a saját nemzeti érdekeiket képviselve. Politikai ellenőrző és gazdasági koordinációs feladatai voltak.[8] (ez ma az Európai Unió fő döntéshozó szerve)
- Közgyűlés: 78 fő, Strasbourgban üléseztek tanácsadó szervként, első elnöke Paul-Henri Spaak volt (ebből alakult ki a mai Európai Parlament)
- Bíróság: 6 fő, panaszfórumi és jogértelmezési feladatokkal

### Főhatóság

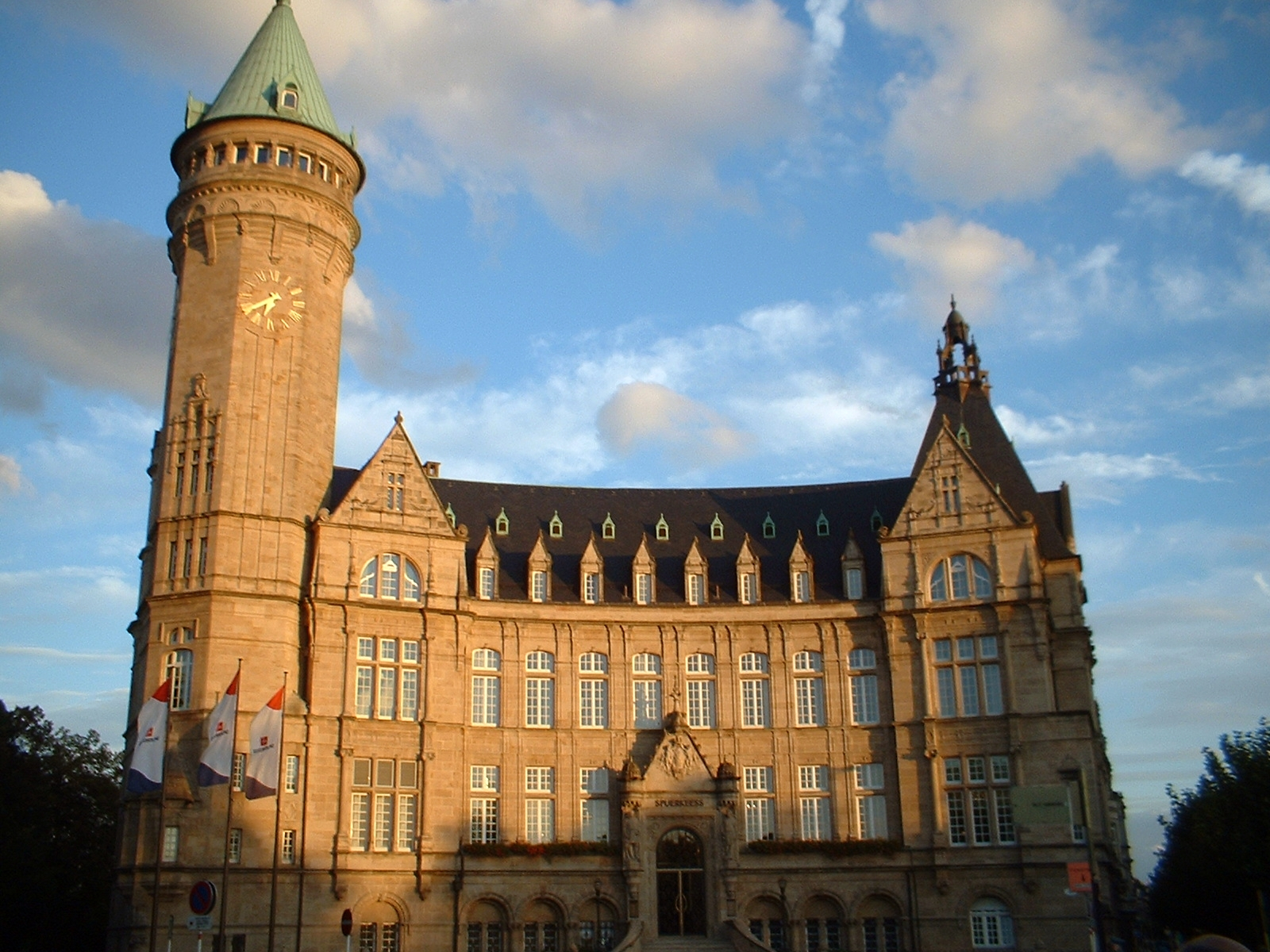
Az Európai Szén- és Acélközösség Főhatóságának központja Luxembourgban

A Főhatóság (az Európai Bizottság elődszervezete) egy kilenctagú végrehajtó testület volt, ami irányította a közösséget. A főhatóság tagjai hat évig voltak hivatalban. Nyolc tagot a hat aláíró tagállam jelölt: kettőt-kettőt a három nagy állam, egyet-egyet a kicsik. Ez a nyolc tag azután saját maga jelölte ki a kilencedik személyt, aki a Főhatóság elnöke lett.
Annak ellenére, hogy a nemzeti kormányok jelölték őket, a tagoknak mégsem a nemzeti érdekeket képviselték, hanem ehelyett a közösség, mint egész, általában vett érdekét kellett szem előtt tartaniuk. Ennek megfelelően nem fogadhattak el és kérhettek utasítást. A tagok függetlenségét azáltal is biztosítani kívánták, hogy nem vállalhattak semmilyen foglalkozást a hatósági munkájuk mellett, ill. az ezt követő három évben, és nem lehetett üzleti érdekeltségük. A tagság egyharmadát kétévente megújították a szerződés 10. cikke értelmében.
A hatóság elvi alapjának újdonsága a szupranacionális jellegből adódott. Széles hatásköre volt annak érdekében, hogy a szerződés céljait meg tudja valósítani, és hogy a közös piac problémamentesen működjön. A Főhatóság három jogi eszközzel rendelkezett: határozatokat hozhatott, amelyek teljes egészükben kötelező erejűek voltak; ajánlásokat tehetett, amelyek csak céljuk tekintetében voltak kötelezőek, megvalósításuknak módja a tagállamok hatáskörébe tartozott; és állásfoglalást adhatott ki, amelynek nem volt kötelező ereje.
Az 1965-ös egyesítő szerződésig a hatóságnak öt elnöke volt, amit egy átmeneti elnöki periódus követett. A szerződés hatályba lépése után a Főhatóság megszűnt.
| Elnök            | Tagállam      | Hivatalviselés kezdete | Hivatalviselés vége  |
| ---------------- | ------------- | ---------------------- | -------------------- |
| Jean Monnet      | Franciaország | 1952. augusztus 10.    | 1955. június 3.      |
| René Mayer       | Franciaország | 1955. június 3.        | 1958. január 13.     |
| Paul Finet       | Belgium       | 1958. január 13.       | 1959. szeptember 15. |
| Piero Malvestiti | Olaszország   | 1959. szeptember 15.   | 1963. október 22.    |
| Rinaldo Del Bo   | Olaszország   | 1963. október 22.      | 1967. július 6.      |
| Albert Coppé     | Belgium       | ideiglenes             | ideiglenes           |

## Idővonal
| Aláírva Hatályban Szerződés   | 1948 Brüsszeli szerződés                                    | 1951 1952 Párizsi szerződés                 | 1954 1955 A brüsszeli szerződés módosítása  | 1957 1958 Római szerződés                   | 1965 1967 Egyesítő szerződés                | 1975 Az Európai Tanács döntése          | 1986 1987 Egységes Európai Okmány       | 1992 1993 Maastrichti szerződés         | 1992 1993 Maastrichti szerződés | 1997 1999 Amszterdami szerződés | 2001 2003 Nizzai szerződés | 2007 2009 Lisszaboni szerződés | 2007 2009 Lisszaboni szerződés |  |  |  |  |  |  |  |  |
|                               |                                                             |                                             |                                             |                                             |                                             |                                         |                                         |                                         |                                 |                                 |                            |                                |                                |  |  |  |  |  |  |  |  |
| Az Európai Unió három pillére |                                                             |                                             |                                             |                                             |                                             |                                         |                                         |                                         |                                 |                                 |                            |                                |                                |  |  |  |  |  |  |  |  |
| Európai Közösségek            |                                                             |                                             |                                             |                                             |                                             |                                         |                                         |                                         |                                 |                                 |                            |                                |                                |  |  |  |  |  |  |  |  |
|                               | Európai Atomenergia Közösség (EURATOM)                      |                                             |                                             |                                             |                                             |                                         |                                         |                                         |                                 |                                 |                            |                                |                                |  |  |  |  |  |  |  |  |
|                               |                                                             |                                             | Európai Szén- és Acélközösség (ESZAK)       | Európai Szén- és Acélközösség (ESZAK)       | Európai Szén- és Acélközösség (ESZAK)       | A szerződés 2002-ben hatályát vesztette | A szerződés 2002-ben hatályát vesztette | A szerződés 2002-ben hatályát vesztette |                                 | Európai Unió (EU)               | Európai Unió (EU)          |                                |                                |  |  |  |  |  |  |  |  |
|                               |                                                             |                                             | Európai Gazdasági Közösség (EGK)            | Európai Gazdasági Közösség (EGK)            | Európai Gazdasági Közösség (EGK)            |                                         |                                         | Európai Közösség (EK)                   | Európai Közösség (EK)           | Európai Unió (EU)               | Európai Unió (EU)          |                                |                                |  |  |  |  |  |  |  |  |
|                               |                                                             | TREVI-csoport                               | TREVI-csoport                               | Bel- és igazságügyi együttműködés (JHA)     |                                             |                                         |                                         | Európai Közösség (EK)                   | Európai Közösség (EK)           | Európai Unió (EU)               | Európai Unió (EU)          |                                |                                |  |  |  |  |  |  |  |  |
|                               | Rendőri és igazságügyi együttműködés büntetőügyekben (PJCC) | TREVI-csoport                               | TREVI-csoport                               | Bel- és igazságügyi együttműködés (JHA)     |                                             |                                         |                                         |                                         |                                 | Európai Unió (EU)               | Európai Unió (EU)          |                                |                                |  |  |  |  |  |  |  |  |
|                               | Európai Politikai Együttműködés (EPE)                       | Közös kül- és biztonságügyi politika (KKBP) | Közös kül- és biztonságügyi politika (KKBP) | Közös kül- és biztonságügyi politika (KKBP) | Közös kül- és biztonságügyi politika (KKBP) |                                         |                                         |                                         |                                 | Európai Unió (EU)               | Európai Unió (EU)          |                                |                                |  |  |  |  |  |  |  |  |
| Konszolidálatlan szervezetek  | Konszolidálatlan szervezetek                                | Nyugat-európai Unió (NYEU)                  | Nyugat-európai Unió (NYEU)                  | Nyugat-európai Unió (NYEU)                  | Nyugat-európai Unió (NYEU)                  | Nyugat-európai Unió (NYEU)              |                                         |                                         |                                 |                                 | Európai Unió (EU)          |                                |                                |  |  |  |  |  |  |  |  |
| Konszolidálatlan szervezetek  | Konszolidálatlan szervezetek                                | Nyugat-európai Unió (NYEU)                  | Nyugat-európai Unió (NYEU)                  | Nyugat-európai Unió (NYEU)                  | Nyugat-európai Unió (NYEU)                  | Nyugat-európai Unió (NYEU)              | Feloszlatva 2010-ben                    |                                         |                                 |                                 |                            |                                |                                |  |  |  |  |  |  |  |  |
|                               |                                                             |                                             |                                             |                                             |                                             |                                         |                                         |                                         |                                 |                                 |                            |                                |                                |  |  |  |  |  |  |  |  |